# فرودگاه گریس
فرودگاه گریس (به انگلیسی: Ghriss Airport) یک فرودگاه همگانی با کد یاتا MUW است که یک باند فرود آسفالت دارد و طول باند آن ۱۷۰۰ متر است. این فرودگاه در کشور الجزایر قرار دارد و در ارتفاع ۵۱۴ متری از سطح دریا واقع شده‌است.